# 条蚁蛛
条蚁蛛（学名：Myrmarachne annamita）为跳蛛科蚁蛛属的动物。分布于越南以及中国大陆的广西等地。该物种的模式产地在越南。